# Manuel de Paiva Boléo
Manuel de Paiva Boléo (Idanha-a-Nova, Idanha-a-Nova, 26 de março de 1904 – Coimbra, Santo António dos Olivais, 1 de novembro de 1992) foi um dos mais importantes, eminentes e destacados linguistas portugueses do século XX. A sua importância na renovação dos estudos linguísticos em Portugal, nomeadamente na área da Dialectologia, está patente não apenas na extensão e âmbito da sua obra e produção científica, mas também no legado intelectual, científico e cívico que se traduziu na fundação da mais importante revista linguística de Portugal, na orientação de inúmeras dissertações, na formação de gerações de investigadores e docentes, na promoção da língua portuguesa (e da qualidade do seu ensino) e na criação de uma verdadeira escola de Linguística Portuguesa em Coimbra.

## Apontamentos biográficos
Nasceu em Idanha-a-Nova em 26 de março de 1904, foi batizado em Idanha-a-Nova a 16 de abril de 1904, como filho de Francisco de Paiva Boléo, aspirante da Fazenda Nacional em Idanha-a-Nova, natural da freguesia de São Romão, concelho de Seia, e Maria do Rosário Lopes de Paiva, doméstica, natural da freguesia e concelho de Manteigas.
Frequentou entre 1922 e 1929 a Universidade de Coimbra, licenciando-se em Filologia Românica em 1929, depois de ter completado todas as cadeiras dos Cursos de Filologia Românica e Filologia Clássica. Entre 1931 e 1935 foi leitor de português na Universidade de Hamburgo. Depois do regresso da Alemanha contactou e conviveu com Leite de Vasconcellos, de quem foi amigo. Este contacto foi decisivo para a actividade posterior de Paiva Boléo na renovação da Dialectologia portuguesa. Doutorou-se na Universidade de Coimbra em 1937 e em 1938 iniciou a sua longa e notável carreira docente nessa universidade como Professor Auxiliar da Faculdade de Letras da Universidade de Coimbra.
Casou em Coimbra, na Conservatória do Registo Civil, a 6 de setembro de 1938, com Maria Eugénia Anacoreta Viana.
Em 1942 empreendeu uma iniciativa decisiva para a Dialectologia Portuguesa, a organização  e realização de um inquérito linguístico por correspondência — o Inquérito Linguístico Boléo (ILB). Este inquérito, que viria mais tarde a ser acrescentado por entrevistas e recolha de dados in loco, marcou definitivamente os estudos dialectológicos portugueses e originou a escola coimbrã de dialectologia, no âmbito da qual foram produzidos diversos estudos dialectológicos aprofundados (em dissertações, monografias e artigos). A partir dos dados do ILB foi possível, pela primeira vez em Portugal, cartografar diversas isoglossas portuguesas e delimitar de forma rigorosa áreas e sub-áreas dialectais portuguesas.
Em 1947 fundou a Revista Portuguesa de Filologia, publicação de referência no panorama linguístico português, actualmente a única revista científica de portuguesa de Linguística com reconhecimento internacional (distribuída para muitas dezenas de universidades e bibliotecas estrangeiras prestigiadas através de programas de intercâmbio).
Em 1949 ascendeu à categoria de Professor Catedrático.
Entre 1963 e 1965 coordenou a elaboração da Nomenclatura Gramatical Portuguesa (NGP), homologada e publicada em 1967 pelo Ministério da Educação como instrumento fundamental de referência para o ensino do português nas escolas. A elaboração da NGP envolveu, de forma exemplar, verdadeira discussão pública através da circulação alargada de diversas versões prévias.
Em 1974 Manuel de Paiva Boléo proferiu a última lição e jubilou-se.
A Universidade de Coimbra homenageou Manuel de Paiva Boléo através da publicação de Estudos de linguística portuguesa e românica — Dialectologia e história da língua, Coimbra: Biblioteca Geral (Acta Universitatis Conimbrigensis), 1974 (tomo 1) e 1975 (tomo 2), colectânea que reuniu alguns dos seus mais importantes estudos (revistos e acrescentados pelo Autor). A revista portuguesa Biblos, da qual Paiva Boléo foi secretário, publicou em 1981 dois volumes em sua homenagem.
Morreu a 1 de novembro de 1992, na freguesia de Santo António dos Olivais, concelho de Coimbra.

## Obra (selecção)
A obra de Manuel de Paiva Boléo é extensa. De acordo com a organização que o próprio explicitou na colectânea Estudos de linguística portuguesa e românica é possível identificar várias temáticas: i) Dialectologia e história da língua, ii) Perspectivas históricas e metodológicas, iii) Figuras da linguística portuguesa e românica, iv) Filologia, gramática e ensino de línguas, v) Sintaxe e estilística, vi) Onomástica, vii) O Português europeu e a língua portuguesa do Brasil.
Devem destacar-se, pela relevância que tiveram no desenvolvimentos dos estudos linguísticos em Portugal, os seguintes títulos:
- "Tempos e modos em português. Contribuïção para o estudo da sintaxe e da estilística do verbo", in Boletim de Filologia, 3, 1934-1935, pp. 15–36
- O perfeito e o pretérito em português em confronto com as outras línguas românicas, dissertação de doutoramento, Coimbra, Biblioteca da Universidade, 1937
- O estudo dos dialectos e falares portugueses. Um inquérito linguístico, Coimbra, 1942
- "Defesa e ilustração da língua. (A propósito do Instituto da Língua Portuguesa)", in Biblos, 19, 1943, pp. 357–7
- "Introdução ao estudo da filologia portuguesa", in Revista de Portugal, 1946
- "Adolfo Coelho e a filologia portuguesa e alemã no século XIX", in Biblos, 23, 1947, pp. 607–91
- "Dialectologia e história da língua. Isoglossas portuguesas", in Boletim de Filologia, 12, 1951, pp. 1–44
- "Unidade e variedade da língua portuguesa", in Revista da Faculdade de Letras [de Lisboa], 20, 2.ª série, 1954, pp. 5–28
- "O estudo dos falares portugueses antigos e modernos e sua contribuição para a história da língua", in Actas do III Colóquio Internacional de Estudos Luso-Brasileiros, 2, Lisboa, 1960, pp. 418–28
- com Maria Helena Santos Silva: "O ‘Mapa dos dialectos e falares de Portugal continental’ ", in Actas do IX Congresso Internacional de Linguística Românica [= Boletim de Filologia, 20, 1961, pp. 85–112]
- Lições de linguística portuguesa, Coimbra, 1965, edição do autor
- com outros autores: Nomenclatura gramatical portuguesa, Lisboa: Ministério da Educação Nacional (GEPAE), 1967
- "Algumas tendências e perspectivas da linguística moderna", in Revista Portuguesa de Filologia, 13, 1964-1965, pp. 279–346
- "A unificação da nomenclatura gramatical", in Labor, 3.ª série, 243, 1965, pp. 147–57
- "Relação do latim com as línguas modernas", in Actas do Colóquio sobre o ensino do latim, Coimbra, 1973, pp. 201–25
- "Os valores temporais e modais do futuro imperfeito e do futuro perifrástico em português", Biblos, 41, 1965, pp. 87–115
- "Os estudos de antroponímia e toponímia em Portugal", in Revista de Portugal, série A — Língua portuguesa, 18, 1953, pp. 145–152
- "Onomástica", in Verbo. Enciclopédia Luso-Brasileira de Cultura, 14, 1973, cc. 619-621
- "Toponímia", in Verbo. Enciclopédia Luso-Brasileira de Cultura, 17, 1975, cc. 1685-1688.
- "Português europeu e português do Brasil", in Biblos, 8, 1932, pp. 641–53
- "Brasileirismos. (Problemas de método)", in Brasília, 3, 1946, pp. 3–82
- "A língua portuguesa do Continente, dos Açores e do Brasil. (Problemas de colonização e povoamento)", in Revista Portuguesa de Filologia, 18, 1980-1986, pp. 591–625.